# Aoplus melanisticus
Aoplus melanisticus är en stekelart som beskrevs av Heinrich 1961. Aoplus melanisticus ingår i släktet Aoplus och familjen brokparasitsteklar. Inga underarter finns listade i Catalogue of Life.